# Bill Spencer (Skilangläufer)
David William „Bill“ Spencer (* 23. März 1956 in Anchorage) ist ein ehemaliger US-amerikanischer Skilangläufer.
Bei den nordischen Skiweltmeisterschaften 1985 in Seefeld in Tirol lief er auf den 43. Platz über 30 km, auf den 38. Rang über 50 km und auf den neunten Platz mit der Staffel. Im Jahr 1987 wurde er US-amerikanischer Meister über 50 km und gewann die  Great American Ski Chase series. Zudem kam er bei den nordischen Skiweltmeisterschaften 1987 in Oberstdorf auf den 40. Platz über 30 km klassisch und auf den 14. Rang mit der Staffel. Im folgenden Jahr belegte er bei den  Olympischen Winterspielen 1988 in Calgary den 56. Platz über 50 km Freistil, den 40. Rang über 15 km klassisch und zusammen mit Todd Boonstra, Dan Simoneau und Joe Galanes den 13. Platz in der Staffel.